# Streifenbrustspecht
Der Streifenbrustspecht (Dendrocopos atratus, Syn. Dryobates atratus) ist eine Vogelart aus der Familie der Spechte (Picidae).
Der Vogel kommt in Bhutan, China (Yunnan), Laos, Myanmar, Nordostindien, Thailand und Vietnam vor.
Der Lebensraum umfasst offene, hügelige, baumbestandene Flächen zwischen 800 und 2200 m Höhe.
Das Artepitheton kommt von lateinisch atratus ‚geschwärzt, schwarz tragend‘.

## Merkmale
Der Vogel ist 21 bis 22 cm groß und wiegt zwischen 42 und 52 g. Das Männchen hat weißliche Nasenbüschel unter der dunklen Unterstirn, darüber eine leuchtend rote Oberstirn bis zum Nacken manchmal mit etwas Gelb, öfter mit einzelnen dünnen schwarzen Streifen. Das Gesicht ist weiß mit einzelnen dünnen schwarzen Strichen, der schwarze Kinnstreif reicht bis an die Halsseite und bis zur oberen Brust. Die Oberseite ist schwarz mit breiten weißen Binden bis zum Bürzel, die Flügeldecken haben große weiße Flecken an den Spitzen, die schwarzen Flugfedern sind weiß gebändert. Die Schwanzoberseite ist schwarz mit weißen Binden auf den äußeren zwei bis drei Steuerfedern.
Die Kehle ist weißlich, leicht dunkel gestreift, die Unterseite blass graugelb mit sehr breiter, langer, schwarzer Strichelung bis zu den Unterschwanzdecken, dort mit roten Spitzen. Die Flanken sind leicht gebändert. Der lange Schnabel ist gerade hornbraun bis dunkelgrau oder manchmal grünlich und an der Basis heller. Die Iris ist braun bis braunrot, die Beine sind grau, oft auch blau oder grünlich gefärbt.
Die Art unterscheidet sich vom Isabellbrustspecht (Dendrocopos macei) durch Größe, kräftigeren Schnabel und wesentlich kräftigere Zeichnung der Unterseite.
Weibchen haben kein Rot am Kopf, sind an Scheitel und Nacken schwarz. Jungvögel sind matter gefärbt, grauer auf der Unterseite mit breiteren, aber weniger deutlichen Streifen.

## Geografische Variation
Die Art wird als monotypisch angesehen, es werden aber auch folgende Unterarten anerkannt:
- D. a. atratus (Blyth, 1849), Nominatform – Nordostindien, Myanmar, Thailand und Laos
- D. a. vietnamensis Stepanyan, 1988, – Vietnam

## Stimme
Der Ruf wird als plötzliches „tchick“ beschrieben. Die Art trommelt auch.

## Lebensweise
Die Nahrung besteht aus Insekten, hauptsächlich Käferlarven und Ameisen, die einzeln, paarweise oder in Familiengruppen gesucht werden, meist in mittlerer bis oberer Baumhöhe durch häufiges Picken und Hämmern.
Die Brutzeit liegt zwischen März und Mai in Indien und April bis Mai in Myanmar. Die Nisthöhle befindet sich in einigen Meter Höhe in einem Baumstamm. Das Gelege besteht aus 4 bis 5 Eiern.

## Gefährdungssituation
Die Art gilt als nicht gefährdet (Least Concern).